# Phú Bình, Vị Nam
Phú Bình (chữ Hán phồn thể:富平縣, chữ Hán giản thể: 富平县) là một huyện thuộc địa cấp thị Vị Nam, tỉnh Thiểm Tây, Cộng hòa Nhân dân Trung Hoa. Huyện này có diện tích 1233 ki-lô-mét vuông, dân số 750.000 người. Mã số bưu chính là 711700. Huyện lỵ đóng ở đường Nhân dân, trấn Đỗ Thôn. Về mặt hành chính, huyện được chia thành 14 trấn, 10 hương. Tổng cộng có 337 thôn hành chính.
- Trấn: Đỗ Thôn, Trang Lý, Lão Miếu, Mỹ Nguyên, Lưu Khúc, Đáo Hiền, Trương Kiều, Lưu Cổ, Đạm Thôn, Lưu Tập, Tiết, Cung Lý, Vương Liêu, Tào Thôn, Mai Gia Bình.
- Hương: Tiểu Huệ, Tề Thôn, Hoa Châu, Nam Xã, Bạch Miếu, Để Điếm, Mịch Tử, Đông Thượng Cung, Dục Lĩnh.